# Barrow (fleuve)
Pour les articles homonymes, voir Barrow.
Le Barrow (irlandais: Abhainn na Bearú ou An Bhearú) est un fleuve d’Irlande qui prend sa source à Glenbarrow dans les monts Slieve Bloom  du comté de Laois et partage avec la Suir et la Nore ("The Three Sisters", les trois sœurs) un large estuaire, Waterford Harbour qui débouche dans la mer Celtique au sud-est de Waterford.

## Géographie
Mesurant 192 kilomètres, il est le 2e plus long fleuve après le Shannon. La rivière Lerr est un de ses affluents.
Avant de rejoindre la mer à Waterford, le Barrow traverse les villes de Portarlington, Monasterevin, Carlow, Graiguenamanagh et New Ross. Il est également connecté au Grand Canal à Athy.
Le Barrow est réputée pour la pêche aux brochets.